# The Education of Elizabeth
The Education of Elizabeth è un cortometraggio muto del 1910 diretto da Sidney Olcott. Prodotto dalla Kalem Company, il film fu interpretato da Alice Joyce.

## Trama
Elizabeth è la figlia di un allevatore che manda la ragazza a studiare all'Est. Quando la giovane ritorna nel West, è accompagnata da una zia molto sofisticata e da suo cugino. I due si trovano a doversi confrontare con la rude vita e i modi rustici dei cow boy.

## Produzione
Il film fu prodotto dalla Kalem Company nel 1910.

## Distribuzione
Distribuito dalla General Film Company, il film - un cortometraggio in una bobina - uscì in sala il 21 ottobre 1910.